# Oliver Kalkofe
Oliver Kalkofe (Engelbostel, 12 settembre 1965) è un giornalista, scrittore e attore tedesco.

## Biografia
Dopo un apprendistato come interprete, ha frequentato l'Università di Münster dove ha studiato tedesco, inglese,
Ha lavorato come cronista televisivo nel programma Frühstyxradio ed ha anche fatto diverse esperienze d'attore e doppiatore come nel film d'animazione Planes.